# سیارک ۵۹۹۱
سیارک ۵۹۹۱ (به انگلیسی: 5991 Ivavladis، نامگذاری:1979HE3) پنج هزار و نهصد و نود و یکمین سیارک کشف شده‌است که در ۲۵ آوریل ۱۹۷۹ کشف شد.
قدر مطلق سیارک برابر ۱۴٫۲۰ است.